# Индонезийска церемониална бронзова брадва
Индонезийската церемониална бронзова брадва е бронзов предмет, създаден на територията на днешна Индонезия през бронзовата епоха.
Церемониални бронзови брадви са открити по време на разкопки на островите Ява, Бали, Сулавеси, няколко по-малки острова източно от тях, както и по бреговете на езерото Сентани на остров Нова Гвинея. Те са открити или в местата за обработка на бронза, или в гробници. Доказателство са за обширната търговска мрежа на островите в архипелага през I хилядолетие, тъй като археолозите свързват бронзовите брадви с Донгшонската култура.

## Археология
Първите сведения за металообработка в архипелага са от около 500 г. пр.н.е. Повечето от най-ранните бронзови предмети вероятно са използвани за церемонии. Откритите бронзови предмети от това време на територията на днешна Индонезия са многобройни. Сложните металообработващи техники са развити и при населението в източните острови на Индонезия. Най-вероятно бронзът е внасян от други места, защото на малките острови, като Бали и Роти, няма находища нито на мед, нито на калай, а са открити бронзови предмети там.
Церемониалните бронзови брадви продължават да се произвеждат през I – II век. През този период процъфтява производството на бронзовите предмети, особено на островите Ява и Бали. Открити са различни видове бронзови брадви – многобройни двойни брадви на остров Ява, големи брадви с антропоморфни фигури на островите Роти и Макасар, както и многобройните брадви с различни размери с извито острие.

## Форми
В Индонезия са открити различни форми на церемониални бронзови брадви. Приликите между тях са деликатните модели и крехкият им дизайн, което показва церемониалната им употреба. Бронзовата церемониална брадва, открита в Ланду в северната част на остров Роти през 1875 г., съдържа антропоморфни изображения, украсени с геометрични шарки – концентрични кръгове, рибена кост, спирали, наподобяващи ранното изкуство в югозападната част на Тихия океан. Но имат и допълнителни геометрични мотиви, срещащи се и в бронзовите предмети в континентална Азия. Това е много подобно на брадвите, открити на остров Сулавеси, както и като Макасарската брадва, която се съхранява в Националния музей на Индонезия.
Големи индонезийски церемониални бронзови брадви, като Макасарската брадва, с дължина 70,5 cm и ширина 30 cm) и подобните в Музея на изкуството „Метрополитън“ в Ню Йорк, с размери 105,1 х 67,3 cm, са класифицирани от проф. Раден Соейоно като тип IIB. Те са твърде големи, за да са използват в бита. Произвеждани са чрез отливане на две отделни части, след което са съединявани, като вътрешността им остава куха. Точната им употреба не е известна. Предполага се за използването им като съд за вода, музикален инструмент или като символ на знатен статут при важни церемонии.